# Poecilus sericeus
Poecilus sericeus is een keversoort uit de familie van de loopkevers (Carabidae). De wetenschappelijke naam van de soort is voor het eerst geldig gepubliceerd in 1824 door Fischer von Waldheim.